# قرية كنور
كنور هي قرية سودانية تقع شمال مدينة عطبرة بـ 7 كلم، وجنوب مدينة بربر بنحو 33 كلم، وشمال قرية (خليوة) مباشرة، وجنوب قرية (بانت)، بـ ولاية نهر النيل، وهي قرية متطورة، ومن أكبر القرى في السودان. يمكن اعتبارها من المناطق النامية التي تتصف بأن هرمها السكاني ذو قاعدة عريضة من حيث الأصناف العمرية، حيث يزداد عدد الأطفال، ويتوسط عدد الشباب، ويقل تدريجياً عدد كبار السن.. وهذه تعتبر من خصائص الدول والمناطق النامية حسب المفهوم المتداول.. وهو مفهوم غير مسلم به..

## من أحيائها
| الرقم | الحي                   |
| ----- | ---------------------- |
| 1     | كنور قبلي              |
| 2     | كنور بحري              |
| 3     | السدر(قرية)            |
| 4     | الفاضلاب               |
| 5     | ناقولـي (وتسمى الهامق) |

## المرافق
تكثر فيها المساجد، وأيضا بها أربعة أندية لكرة القدم، وأكثر من سبع مدارس أساس، ومدرستان ثانويتان وبها مرافق صحية تقريبا خمسة مستوصفات ومركزا للشرطة وخلاوي صيفية لتحفيظ القرآن.

## بعض أنشطة أبناء كنور
تأسست رابطة أبناء كنور بالجامعات والمعاهد العليا قبل عدة سنوات، وقامت بأنشطة متعددة، أكبرها صحيفة كانت تصدرها الرابطة ويشارك في تحريرها كل من أراد من أبناء كنور... تاسست الرابطة عام 1984 بجامعة القاهرة فرع الخرطوم. وهناك عدد من النشاط مثل العمل الصيفى التدريس والمعارض والندوات والحفل الغنائى والمسرحى بقرية كنور الرحلات الدورات الرياضية. وأيضا تأسست منظمة كنور الخيرية من أبناء كنور واصبحت رائدة لكل أعمال الخير علي نطاق واسع جدا. كما تم تكوين رابطة شبابية قومية خدمية بكنور قبلي2017 تهدف للعمل الطوعي وترسيخ قيم التكافل والترابط الاجتماعي بين ابناءها وحققت نجاحا باهرا في ذلك بإقامة بعض المشاريع كإنارة الشوارع وإصحاح البيئة وتشجير القرية وتسوير وإنارة المقابر. صدر من صحيفة كنور أعداد قليلة، وكانت تحمل اسم القرية، ثم توقفت لأسباب عدة.